# إسماعيل هنية
إسماعيل هَنِيَّة (1382- 1446 هـ / 1963- 2024 م) سياسي فلسطيني من أبرز قادة حركة حماس السياسيين التي تحكم قطاع غزة مُنذ عام 2007. وهو رئيس المكتب السياسي للحركة من عام 2017 حتى اغتياله في 31 يوليو 2024. ورئيس وزراء فلسطين، من 2006 حتى 14 يونيو 2007، ثم واصل العمل رئيسًا لوزراء ما سُمِّي بالحكومة المقالة بقطاع غزة حتى 1 يونيو 2014.
وُلد هنية في مخيم الشاطئ بمدينة غزة، ودرس في الجامعة الإسلامية فيها، وانخرط بالكتلة الإسلامية في الجامعة التي انبثقت منها حركة حماس، وحصل على الإجازة في الأدب العربي عام 1987. عُيّن مديرًا لمكتب الشيخ أحمد ياسين عام 1997، ثم ترقَّى في المناصب القيادية داخل الحركة.
كان هنية رئيسَ قائمة حماس التي فازت في الانتخابات التشريعية الفلسطينية 2006، وأصبح رئيس وزراء دولة فلسطين. ومع ذلك، أقاله رئيس السلطة الوطنية الفلسطينية محمود عباس في 14 يونيو 2007 للصراع الذي نشِب بين فتح وحماس، ولم يعترف هنية بمرسوم عباس واستمرَّ في ممارسة سُلطاته رئيسًا للوزراء في قطاع غزة.
تولى هنية رئاسة حماس في القطاع من عام 2006 حتى فبراير 2017، حين خلفهُ يحيى السنوار. انتُخب هنية رئيسًا للمكتب السياسي لحماس في 6 مايو 2017، خلفًا لخالد مشعل واحتفظ بهذا المنصب حتى اغتياله في العاصمة الإيرانية طِهران بتاريخ 31 يوليو 2024.

## نشأته وتعليمه
وُلد أبو العَبْد، إسماعيل بن عبد السلام بن أحمد هَنِيَّة في مخيم الشاطئ للاجئين بمدينة غزة، في يوم الأربعاء 15 ذي الحِجَّة 1382هـ الموافق 8 مايو (أيَّار) 1963م، في إبَّان الإدارة المصرية لقطاع غزة. وقد لجأ والداه إلى غزة من قرية الجورة في مدينة عَسْقَلان عقب النكبة. تلقَّى تعليمه في الجامعة الإسلامية في غزة، وحصل منها على الإجازة (بكالوريوس) في الأدب العربي عام 1987. حصل هنية على شهادة الدكتوراه الفخرية من الجامعة الإسلامية عام 2009.

### نشاطه الطلابي
بدأ هنية نشاطه داخل «الكتلة الإسلامية» التي كانت تمثل الذراع الطلابي للإخوان المسلمين، ومنها انبثقت حركة المقاومة الإسلامية حماس، وعمل عضوًا في مجلس طلبة الجامعة الإسلامية في غزة بين عامي 1983 و1984، ثم تولى في السنة التالية منصب رئيس مجلس الطلبة، حيث شهدت الجامعة في هذه المرحلة خلافات حادَّة بين الكتلة الإسلامية والشبيبة الفتحاوية التي مثلت الذراع الطلابية لحركة فتح التي كان يرأَسُها محمد دحلان في الجامعة. وبعد تخرُّجه عُيِّن معيدًا في الجامعة، ثم تولَّى الشؤون الإدارية بعد ذلك.

## سجنه وإبعاده
سجنته السلطات الإسرائيلية عام 1989 لمدة ثلاث سنوات، ثم نُفي إلى مرج الزهور على الحدود اللبنانية الفلسطينية مع ثُلَّة من قادة حماس، حيث قضى عامًا كاملًا في الإبعاد عام 1992.

## أعماله ونشاطاته
بعد قضاء عام في المنفى عاد إلى غزة، وعُيِّن عميدًا في الجامعة الإسلامية بغزة. في عام 1997 عُيِّن مديرًا لمكتب الشيخ أحمد ياسين زعيم حركة حماس، بعد إطلاق سراحه. تعزز موقعه في حركة حماس في انتفاضة الأقصى؛ بسبب علاقته بالشيخ أحمد ياسين، وبسبب الاغتيالات الإسرائيلية لقادة الحركة. في ديسمبر 2005 رأسَ قائمة التغيير والإصلاح التي فازت بالأغلبية في الانتخابات التشريعية الفلسطينية الثانية عام 2006م.
في 16 فبراير 2006 رشَّحته حماس لتولِّي منصب رئيس وزراء فلسطين، وعُيِّن في العشرين من ذلك الشهر في المنصب. هدَّدت الحكومة الإسرائيلية باغتياله في 30 يونيو (حَزيران) 2006، ما لم يُفرَج عن الجندي الإسرائيلي الأسير جلعاد شاليط.
في 14 يونيو 2007 أقاله رئيسُ السلطة الوطنية الفلسطينية محمود عباس من منصب رئيس الوزراء بعد سيطرة كتائب الشهيد عز الدين القسام -الجناح العسكري لحركة حماس- على مراكز الأجهزة الأمنية في قطاع غزة. رفض هنية القرار وعدَّه «غيرَ دستوري» ووصفه بالمتسرِّع، مؤكدًا «أن حكومته ستواصل مهامها ولن تتخلَّى عن مسؤولياتها الوطنية تجاه الشعب الفلسطيني»، وعدَّ المجلس التشريعي الفلسطيني الإقالةَ تصرفًا غيرَ قانوني، واستمرَّ في منصبه في قطاع غزة رئيسًا للحكومة المقالة القائمة بتصريف الأعمال إلى حين مَنح الثقة لحكومة أُخرى من المجلس التشريعي.
في 25 يوليو 2009 وفي أثناء حفل تخرُّج الفوج الثامن والعشرين في الجامعة الإسلامية بغزة منحت إدارةُ الجامعة الرئيس إسماعيل هنية شهادة الدكتوراه الفخرية، ووسام الشرف من الدرجة الأولى تقديرًا لجهوده في خدمة القضية الفلسطينية.
نادى هنية بالمصالحة الفلسطينية مع حركة فتح، وأعلن قَبولَه التنازل عن رئاسة الحكومة في إطار المصالحة الشاملة، وتنازل عنها فعليًّا في 2 يونيو (حَزيران) 2014 لرامي الحمد الله، وقال هنية عند تسليمه الحكومة: «إنني أسلِّم اليوم الحكومةَ طواعيةً وحرصًا على نجاح الوحدة الوطنية والمقاومة بكل أشكالها في المرحلة القادمة».

## مناصبه
- رئيس المكتب السياسي لحركة حماس بعد انتخابه في شهر مايو 2017 خلفًا لخالد مشعل.
- رئيس وزراء فلسطين، من 2006 حتى 14 يونيو 2007، ثم واصل رئيسًا لوزراء ما سُمِّي بالحكومة المقالة بقطاع غزة حتى 1 يونيو 2014.
- عضو القيادة السياسية لحركة حماس.
- مدير مكتب الشيخ أحمد ياسين.
- عضو الهيئة الإدارية العليا للجمعية الإسلامية سابقًا.
- رئيس نادي الجمعية الإسلامية بغزة مدَّة عشر سنوات تقريبًا.
- أمين سرِّ مجلس أمناء الجامعة الإسلامية بغزة.
- مدير الشؤون الإدارية في الجامعة الإسلامية.
- مدير الشؤون الأكاديمية في الجامعة الإسلامية.
- عضو مجلس أمناء الجامعة الإسلامية.
- عضو لجنة الحوار العليا للحركة مع الفصائل الفلسطينية والسلطة الفلسطينية.
- عضو لجنة المتابعة العليا للانتفاضة ممثلًا لحركة حماس.

## من أقواله
- «لن نعترف، لن نعترف، لن نعترف بإسرائيل».[19]
- «لن تسقط القِلاع، ولن تُخترق الحصون، ولن يَخطفوا منا المواقف بإذن الله الواحد القهار».
- «أنا شخصيًّا بصفتي رئيسًا للوزراء أتشرَّف بالانتماء إلى حركة المقاومة الإسلاميـة حماس».
- «بصفتي رئيسًا للوزراء أتشرَّف بالعيش في مخيم الشاطئ للَّاجئين».
- وفي خطابه في الذكرى الـ21 لانطلاقة حركة حماس، قال: «سقَطتَ يا بوش ولم تسقط قلاعُنا، سقَطتَ يا بوش ولم تسقط حركتُنا، سقَطتَ يا بوش ولم تسقط مسيرتُنا».
- «نحن قوم نعشق الموتَ كما يعشق أعداؤنا الحياة. نعشق الشهادةَ على ما مات عليه القادة».
- «لا وألف لا.. الموت ولا الذلَّة.. الموت ولا المساومة على حرية هؤلاء الأبطال (يقصد الأسرى المحرَّرين في صفقة وفاء الأحرار)».[20]

## محاولات اغتياله
تعرَّض هنية أربع مرَّات لمحاولات اغتيال مُخفِقة في أثناء عمله السياسي وهي:
- بعد عملية استشهادية في عام 2003، شنت المروحية الإسرائيلية حملة انتقاميَّة استهدفت موقعًا لقيادة حماس في حي الدرج شمال مدينة غزة بقنبلة تزن ربع طن يوم 6 سبتمبر 2003، وكان فيها مُؤسِّس الحركة أحمد ياسين ويرافقه هنيَّة رئيس الوزراء المُقال، ليُجرح هنية في يده مُصابًا بجروح طفيفة، ويسلم أحمد ياسين من محاولة الاغتيال رغم الدمار الهائل الذي لحق بالبيت.[21][22]
- في 20 أكتوبر 2006، عشية إنهاء القتال بين فصائل فتح وحماس، استُهدف موكبه بإطلاق نار في غزة، وأُحرقت إحدى السيارات. لم يُصَب هنية بأذًى وقالت مصادر في حماس: إن ذلك لم يكن محاولة لاغتياله.[23] وقالت مصادرُ بالسلطة الوطنية الفلسطينية: إن المهاجمين كانوا أقرباءَ ناشط من حركة فتح قُتل في الصِّدام مع حماس.[24][25]
- في 14 ديسمبر 2006، مُنِع من الدخول إلى غزة من معبر رفح بعد عودته من جولة دَولية، فقد أغلق المراقبون الأوربيون المَعبَر بأمر من وزير الأمن الإسرائيلي عمير بيرتز.[26] وفي 15 ديسمبر 2006 استهدفته محاولة اغتيال مُخفِقة بإطلاق النار على موكبه لدى عبوره معبر رفح بين مصر وقطاع غزة؛ مما أدَّى إلى مقتل أحد مرافقيه وهو «عبد الرحمن نصار» البالغ من العمر 20 عامًا وإصابة 5 من مرافقيه بينهم نجلُه «عبد السلام» ومستشارُه السياسي أحمد يوسف، واتَّهَمَت حماس قوات الحرس الرئاسي قوات أمن الـ17 التابعة لحركة فتح بقيادة محمد دحلان التي تُسيطر على أمن المعبر آنذاك.[26]
- في 28 يوليو 2014، وأثناء معركة العصف المأكول قصفت طائراتُ الاحتلال منزله في مخيم الشاطئ للاجئين الفلسطينيين غربيَّ مدينة غزة بعدَّة صواريخ، أدَّت إلى تدمير المنزل كُليًّا.[27]

## اغتياله
في يوم الأربعاء 25 المحرَّم 1446هـ الموافق 31 يوليو 2024م، أعلن الحرس الثوري الإيراني نبأ اغتيال إسماعيل هنية في طِهْران، عقب حضوره حفل تنصيب الرئيس الإيراني الجديد مسعود بزشكيان. وأصدرت حركةُ المقاومة الإسلامية (حماس) بيانًا قالت فيه: «تنعى حركة المقاومة الإسلامية حماس إلى أبناء شعبنا الفلسطيني العظيم، وإلى  الأمة العربية والإسلامية، وإلى كل أحرار العالم: الأخ القائد الشهيد المجاهد إسماعيل هنية رئيس الحركة، الذي قضى إثر غارة صهيونية غادرة على مقر إقامته في طهران.» وفي اليوم التالي بتاريخ 1 أغسطس 2024 جرى له تشييع شعبي ورسمي في طِهران، وصُلِّي عليه بحضور المرشد الأعلى علي خامنئي. ثم نُقل بطائرة إلى الدوحة التي صُلِّي عليه فيها صلاة الجنازة بعد صلاة الجمعة في 2 أغسطس 2024 في جامع محمد بن عبد الوهاب بحضور أمير قطر تميم بن حمد آل ثاني ووالده الأمير السابق ووفود رسمية من تركيا وقيادات الفصائل الفلسطينية ومن منظمات إسلامية وحضور شعبي كثيف. ثم دُفن في مقبرة الإمام المؤسس في لوسيل شمال الدوحة. في تقرير نشرته "القناة 12" الإسرائيلية، كُشف عن تفاصيل جديدة حول محاولة اغتيال رئيس المكتب السياسي لحركة "حماس"، إسماعيل هنية، التي وقعت في 31 يوليو الماضي. وأفاد التقرير بأن العملية كادت أن تفشل بسبب مغادرة هنية غرفته التي كانت مفخخة، وذلك نتيجة تعطل وحدة التكييف في مقر إقامته، الواقع في أحد بيوت الضيافة التابعة للحرس الثوري الإيراني في طهران. وأضاف التقرير أن موظفين قاموا بإصلاح العطل قبل عودة هنية إلى الغرفة.
وأشار التقرير إلى أن إسرائيل لم تؤكد مسؤوليتها عن العملية حتى الشهر الجاري، حينما أعلن وزير الخارجية الإسرائيلي، يسرائيل كاتس، مسؤولية بلاده عن العملية.
وذكرت القناة أن قرار اغتيال هنية جاء بعد فترة قصيرة من هجوم 7 أكتوبر، حيث اعتُبر هنية هدفاً رئيسياً ضمن قائمة اغتيالات أعدتها قيادات الاستخبارات الإسرائيلية، مشيرة إلى أن التنفيذ كان "مسألة وقت فقط"، وفق ما ورد في التقرير.

## روابط خارجية
- إسماعيل هنية على موقع IMDb (الإنجليزية)
- إسماعيل هنية على موقع الموسوعة البريطانية (الإنجليزية)
- إسماعيل هنية على موقع مونزينجر (الألمانية)
- إسماعيل هنية على موقع إن إن دي بي (الإنجليزية)